# Jakob Jakobsen
Jakob Jakobsen (Tórshavn, 22 de febrer de 1864 - Copenhaguen el 15 d'agost de 1918) va ser un lingüista i filòleg feroès, especialista en literatura. És el primer feroès que va obtenir un doctorat, aconseguit amb una tesi sobre la llengua norn que s'havia parlat a les illes Shetland.

## Biografia
Era fill de Hans Nicolai Jakobsen i Johanne Marie Hansdatter, originaris de l'illa de Sandoy. Jakobsen era el fill petit, tenia dues germanes grans. El seu pare era enquadernador i regentava una llibreria anomenada H. N. Jacobsens Bókahandil a Tórshavn, la ciutat més important de les Illes Fèroe. La llibreria original es trobava al nucli antic de la ciutat, però H. N. Jakobsen la va traslladar a una zona residencial el 1918. Aquesta llibreria encara hi és, i es troba fàcilment gràcies al seu tradicional sostre feroès d'herba. És una de les llibreries actives més antigues de les Illes Fèroe.
Jakob Jakobsen va estudiar a la universitat de Tórshavn, on va revelar un talent natural per aprendre idiomes. Als 13 anys, va marxar per estudiar a Dinamarca i va fer els seus estudis superiors a l'Escola Herlufsholm el 1883. El 1891, va obtenir un diploma de danès com a assignatura principal, així com també en francès i llatí com a matèires secundàries. El 1897, es va doctorar gràcies a una tesi titulada Det norrøne sprog på Shetland ("La llengua norn a les Shetland"). Després de la seva mort, la seva obra sobre l'idioma de les Illes Shetland van ser traduïda a l'anglès per la seva germana, tal com ell havia sol·licitat en vida.

## Estudi del feroès
Jakobsen va ser un actiu folklorista de les Illes Fèroe i va tenir un paper important en l'aparició de la literatura feroesa moderna. Va publicar un recull de llegendes i contes populars feroesos en un llibre titulat Færøske Folkesagn og Æventyr. Jakobsen considerava els contes populars literatura de ficció, i creia que les llegendes reflectien la història de l'arxipèlag. Va fer un recull, també, de poemes orals i va estudiar els topònims feroesos; va ser el primer a trobar topònims d'origen celta a les Illes Fèroe.
Jakobsen va escriure a la secció de gramàtica i extractes de text del llibre Færøsk Anthologi, publicat el 1891 per V. U. Hammershaimb. El 1898 va proposar una nova ortografia per a la llengua feroesa basada en la fonètica, que aleshores era una ciència nova. El principi d'aquesta nova ortografia era que només hi havia d'haver una sola correspondència entre un fonema i una lletra, i que havia de ser d'aprenentatge fàcil per a la mainada. Tanmateix, a causa de polèmiques de caràcter polític, la seva reforma va ser rebutjada.

## Estudi del norn
Jakob Jakobsen és una figura important en la cultura de les Illes Shetland. En el prefaci de la segona edició del seu "Diccionari del norn a les Shetland" (Dictionary of the Norn Language in Shetland), John J. Graham va escriure que el llibre era una obra única sobre els orígens i l'ús del llenguatge de les Shetland. Basat en observacions de camp de Jakobsen a les Shetlands del 1893 al 1895, va aparèixer per primer cop en danès en quatre volums entre 1908 i 1921, abans de ser traduït a l'anglès en dos volums, publicats el 1928 i el 1932. El 1985, la Shetland Folk Society, de la qual Graham era president en aquell moment, va aconseguir trobar els fons necessaris per permetre la seva publicació en anglès en format facsímil.
Quan Jakobsen va deixar les Illes Fèroe per instal·lar-se a Leith, prop d'Edimburg, el seu coneixement del norn només provenia del glossari de Thomas Edmondston i del llibre Shetland Fireside Tales, escrit en dialecte per Georg Stewart. Va arribar a les illes el 1893 i durant les observacions sobre el terreny, va entrevistar a molts ponents i especialistes de la llengua norn, inclosos Haldane Burgess, James Stout Angus, John Irvine, Robert Jamieson (1827-1899), James Inkster, John Nicolson i Laurence Williamson.